# Medalla de les Nacions Unides pel Servei a Corea
La Medalla de les Nacions Unides pel Servei a Corea és una condecoració militar internacional, creada el 12 de desembre de 1950. Va ser la primera medalla internacional mai creada, en reconeixement de les forces multinacionals de defensa que van participar en la Guerra de Corea.
El 22 de novembre de 1961, les Nacions Unides van canviar oficialment el nom de Medalla de Servei de les Nacions Unides al de Medalla de Servei de les Nacions Unides a Corea. Això va ser el preludi per a una creació de diverses medalles de les Nacions Unides, per ser atorgades a les diverses operacions per tot el món.
Va ser atorgada a qualsevol membre de les Forces Armades Aliades amb Corea del Sud que van participar en la defensa de Corea de l'agressió nord coreana entre el 27 de juny de 1950 i el 27 de juliol de 1954, servint sota el mandat de les Nacions Unides, amb un període mínim de servei de 30 dies.
Per a les tropes neerlandeses el període de servei s'allargà fins a l'1 de gener de 1955, i per les sueques i tailandeses, fins al 27 de juliol de 1955.
El personal de la Creu Roja Internacional que serví durant la guerra amb qualsevol equip de relleu no era elegible per a la medalla.
La última autoritat de la concessió de la Medalla del Servei a les Nacions Unides és el comandant en cap de les forces militars de les Nacions Unides. La major part de països la consideren com una condecoració automàtica, si s'havia atorgat alguna altra condecoració pel servei a Corea, i generalment la concessió de la medalla era sense passar els canals per les Nacions Unides. Per exemple, les Forces Armades dels Estats Units, qualsevol membre del servei que rebés la Medalla del Servei a Corea comportava automàticament la concessió de la Medalla del Servei a les Nacions Unides.

## Disseny
Una medalla circular de bronze, de 36 mm de diàmetre. A l'anvers apareix l'escut de les Nacions Unides, des d'una projecció polar del món envoltat de dues branques d'olivera (símbol de la pau). Al revers apareix la inscripció «Pel servei en defensa dels principis de la Carta de les Nacions Unides», escrita en un d'aquests idiomes:
- amhàric, atorgada al personal de l'Imperi etíop, 5.650 medalles atorgades
- neerlandès, 5800 medalles atorgades
- anglès, atorgada al personal de Austràlia, Canadà (angloparlant), Dinamarca, Nova Zelanda, Noruega, Filipines, Suècia, Regne Unit, Unió Sud-africana i els Estats Units, 2.760.000 medalles atorgades
- francès, atorgada al personal de Bèlgica, Canadà (francoparlant), França i Luxemburg, 16.900 medalles atorgades
- grec, 9.000 medalles atorgades
- italià, 135 medalles atorgades
- coreà, 1.225.000 medalles atorgades
- castellà, atorgada al personal de Colòmbia, 1.300 medalles atorgades
- tailandès 10.650 medalles atorgades
- turc , 10.650 medalles atorgades
- un nombre desconegut d'una copia no oficial amb la inscripció en tagalo van ser fetes a Filipines pels seus veterans.[4]

Penja d'una cinta de 35 mm d'ample, amb 17 franges iguals, 9 en blau Nacions Unides (blau cel 67117) i 8 blanques, de 2mm cadascuna, a excepció de les medalles turques, que consideren que el blau cel i blanc era massa semblant a la bandera de Grècia, un país considerat com a rival, i porten una cinta en vermell fosc.
La medalla penja d'una barra sobre la suspensió. Cada medalla porta una barra de medalla amb la inscripció "Korea" en el mateix idioma que la inscripció del revers.

### Medalles relacionades
- La Citació Presidencial d'Unitat coreana
- Medalla Coreana del Servei de Guerra
- Medalla del Servei de Defensa a Corea (Estats Units)
- Medalla del Servei a Corea (Estats Units)
- Medalla de Corea (Regne Unit)